# Julius Bayerlein
Julius Bayerlein (* 23. Januar 1838 in Bayreuth; † 24. Mai 1899 ebenda) war ein deutscher Unternehmer und Mitglied des Deutschen Reichstags.

## Leben
Bayerlein lernte nach vorausgegangenem Besuch der Volks-, Latein- und Realschule als Kaufmann und trat 1863 in das nach seinem Vater benannte Baumwollwaren-Fabrikgeschäft der Firma F. C. Bayerlein als Teilhaber ein, dessen Betrieb er leitete. Nach Aufenthalt an der höheren Webschule in Reutlingen wandelte er dieses Fabrikgeschäft in ein mechanisches Etablissement um, blieb in ihm bis 1892 mit Erfolg tätig und zog sich dann in das Privatleben zurück. 
Ab 1884 war er Mitglied der Handels- und Gewerbekammer von Oberfranken, von 1885 an Mitglied des Gemeindekollegiums und ab 1892 Mitglied des Magistratskollegiums von Bayreuth. Bis 1892 war er Schiedsrichter der Sektion II der Süddeutschen Textil-Berufsgenossenschaft in Hof, sowie Schiedsrichter der Invaliditäts- und Altersversicherungs-Anstalt für Oberfranken in Bayreuth. Bayerlein war Mitglied der Bayreuther Freimaurerloge Eleusis zur Verschwiegenheit.
Von 1893 bis 1898 war er Mitglied des Deutschen Reichstags für den Wahlkreis Oberfranken 2 (Bayreuth, Wunsiedel, Berneck und die Nationalliberale Partei).